# Problemy Europy Wschodniej
Problemy Europy Wschodniej – miesięcznik ukazujący się od stycznia do września 1939 roku. 
Pismo powstało w miejsce periodyku „Biuletyn Polsko-Ukraiński”. Funkcję redaktora naczelnego objął Włodzimierz Bączkowski. Autorami artykułów byli: Piotr Dunin Borkowski, Czesław Jastrzębiec-Kozłowski, Jan Lipowiecki, Stefan Maria Kuczyński, Stefan Kuryłło (pseudonim Józefa Łobodowskiego), Feliks Zahora-Ibiański. 